# 杭州湾跨海大桥海中平台
杭州湾跨海大桥海中平台，定名为「海天一洲」景区，位于杭州湾跨海大桥中部海面（行政隶属浙江省嘉兴市海盐县），南航道桥以南1.7公里，大桥东侧约150米的海面，以匝道与大桥相连，距大桥南岸约18公里。在杭州湾大桥建设期间，海中平台是用来进行工程测量、应急救援以及物资堆放的。大桥落成后，海中平台进行了全面改造，成为一个海中观景平台。目前，该平台是世界唯一一座海上旅游观光区，总建筑面积为41700平方米，由观光平台和观光塔两部分组成。海中平台总投资约5.8亿元，整体建筑占据椭圆形海面面积1.2万平方米，东西长148米，南北宽99米，总建筑面积4.17万平方米。

## 海天一洲景区
平台票50元/人，观光塔60元/人，联票100元/人。

### 观光平台
「海天一洲」景区整体建筑蓝白相间，观光平台为高24米的6层钢结构主体建筑，呈现「大鹏展翅腾飞」的三角形造型。第一、二层为停车场，共计有停车位300个。第三层为主游览层，设计有敞开式户外观景区，室内则有咖啡厅、多媒体影院、大桥博物馆等。四至六层为内围式的建筑结构，第四层是购物、餐饮区、中庭为活动广场，第五层为五星级的宁波海天一洲大酒店组成，大酒店共设有大小27间海景客房、一间可容纳60人与会的会议及宴会场所、一间餐饮包厢、一个钢琴吧以及一间接见室，第六层则是管理用房、监控与通讯机房。

### 观光塔
观光平台通过长约42米的栈桥与观光塔相连。电梯可直通观光塔第15层的滨海观光廊，楼梯可至第16层的观光廊，观光塔高145.6米，绝对标高157.4米。观光廊为360度全景式，可观看钱塘江大潮和附近的嘉兴港，同时还可以眺望栖息着各种鸟类的杭州湾湿地。
海中平台建有一座直升机停机坪，可以用作救援、消防、海事行动等配套设施。平台还计划利用现有的直升机停机坪，提供坐直升机游览跨海大桥及海景的旅游服务。

## 事故
2010年3月24日，海上观景平台由于施工不慎，焊接火花引发火灾，幸而没有造成人员伤亡。